# Anna Strolenberg
A.B.R. (Anna) Strolenberg (Utrecht, 23 juli 1995) is een Nederlandse politica voor Volt Europa en bestuurskundige. Sinds 16 juli 2024 is zij lid van het Europees Parlement.

## Biografie
Strolenberg studeerde Bestuurs- en Organisatiewetenschap aan de Universiteit Utrecht. Ze behaalde haar Master in International Public Management and Policy aan de Erasmus Universiteit in Rotterdam. Ze was persvoorlichter bij VluchtelingenWerk Nederland.

### Politiek
Strolenberg is sinds 2020 lid van Volt en begon daar meteen als landelijk campagneleider. Zij richt zich vooral op het voedsel van de toekomst, op eerlijk vluchtelingenbeleid en zij zet zich in voor meer jongeren en vrouwen in de politiek. 
Bij de Europese Parlementsverkiezingen van 6 juni 2024 was zij samen met Reinier van Lanschot co-lijsttrekker van Volt, en was zij tweede kandidaat op de lijst. Beiden werden verkozen, en traden op 16 juli 2024 toe tot het Europees Parlement.
Malik Azmani (VVD) · 
Jeannette Baljeu (VVD) · 
Tom Berendsen (CDA) ·
Brigitte van den Berg (D66) ·
Rachel Blom (PVV) · 
Anouk van Brug (VVD) · 
Mohammed Chahim (PvdA) · 
Ton Diepeveen (PVV) · 
Marieke Ehlers (PVV) · 
Bas Eickhout (GL) ·
Raquel García Hermida-van der Walle (D66) ·
Gerben-Jan Gerbrandy (D66) ·
Dirk Gotink (NSC) ·
Bart Groothuis (VVD) ·  
Anja Hazekamp (PvdD) · 
Sebastian Kruis (PVV) · 
Ingeborg ter Laak (CDA) ·
Reinier van Lanschot (Volt) ·
Jessika van Leeuwen (BBB) · 
Jeroen Lenaers (CDA) ·
Marit Maij (PvdA) · 
Thijs Reuten (PvdA) · 
Bert-Jan Ruissen (SGP) · 
Sander Smit (BBB) · 
Kim van Sparrentak (GL) ·
Sebastiaan Stöteler (PVV) · 
Tineke Strik (GL) ·
Anna Strolenberg (Volt) ·
Catarina Vieira (GL) ·
Lara Wolters (PvdA) · 
Auke Zijlstra (PVV)
de delegatieleiders staan vet weergegeven